# Leoš Čermák
Leoš Čermák (* 13. März 1978 in Třebíč, Tschechoslowakei) ist ein tschechischer Eishockeyspieler, der seit 2011 beim HC Kometa Brno in der tschechischen Extraliga unter Vertrag steht.

## Karriere
Leoš Čermák begann seine Karriere in seiner Heimatstadt in den Nachwuchsmannschaften des SK Horácká Slavia Třebíč. Für die erste Mannschaft des Vereins debütierte er während der Saison 1997/98 in der zweitklassigen 1. Liga. In den folgenden zwei Spielzeiten etablierte er sich im Herrenteam, bevor er 2000 zum HC Slavia Prag wechselte.
Mitte der Spielzeit 2001/02 wechselte er innerhalb der Extraliga zum HC Vítkovice, mit dem er das Playoff-Finale erreichte und hinter dem HC Sparta Prag Vizemeister wurde. Nach diesem Erfolg verließ er Tschechien und unterschrieb einen Vertrag beim russischen Superligisten HK Sibir Nowosibirsk. Ein Jahr später kehrte er in sein Geburtsland zurück, um in den folgenden drei Jahren für die Bílí Tygři Liberec zu spielen. Mit den Weißen Tigern erreichte er im Spieljahr 2004/05 das Playoff-Halbfinale, in dem diese allerdings am späteren Meister, dem HC Moeller Pardubice, scheiterten. Ein Jahr später gewann Liberec die reguläre Saison, scheiterte aber schon im Viertelfinale am HC České Budějovice.
2006 kehrte Čermák für 22 Spiele zum HC Slavia Prag zurück, beendete die Saison aber erneut in Liberec. In den Playoffs der Spielzeit 2007/08 gehörte Čermák zu den produktivsten Spielern der Liga und führte sein Team bis in das Playoff-Halbfinale. Aufgrund der gezeigten Leistungen erhielt er einen Vertrag beim KHL-Klub und amtierenden russischen Meister Salawat Julajew Ufa, mit dem er in der Saison 2008/09 zwar die reguläre Saison gewann, aber schon im Playoff-Achtelfinale ausschied. Nach diesem Misserfolg wurde Čermáks Vertrag nicht verlängert und er entschied sich für einen Wechsel zum HK Sibir Nowosibirsk. In der Saison 2010/11 stand er beim Ligakonkurrenten Torpedo Nischni Nowgorod unter Vertrag. Zur Saison 2011/12 kehrte er in seine tschechische Heimat zurück und schloss sich dem HC Kometa Brno aus der Extraliga an. Dort agierte er zunächst als Assistenzkapitän, seit 2013 als Mannschaftskapitän.

### International
Leoš Čermák wurde während der Spielzeit 2001/02 das erste Mal in seiner Karriere in die tschechische Nationalmannschaft berufen und nahm am Karjala Cup 2002 teil. Zwischen 2006 und 2009 wurde er regelmäßig bei Vorbereitungsspielen und Turnieren der Euro Hockey Tour eingesetzt, aber nie für eine Weltmeisterschaft oder Olympische Winterspiele nominiert.

## Erfolge und Auszeichnungen
- 2002 Tschechischer Vizemeister mit dem HC Vítkovice
- 2017 Tschechischer Meister mit dem HC Kometa Brno
- 2018 Tschechischer Meister mit dem HC Kometa Brno

## KHL-Statistik
(Stand: Ende der Saison 2010/11)